# Dačić-kormány
2012. július 27-én alakult meg a szocialista Ivica Dacsics miniszterelnök vezetésével Szerbia új koalíciós kormánya, a Dacsics-kormány. Ez a jugoszláviai rendszerváltás utáni 12. szerb kormány.

## Megalakulása
A 2012-es szerbiai parlamenti választásokon harmadik helyen végzett Szerbiai Szocialista Párt (SPS) vezette SPS-PUPS-JS koalíció a mérleg nyelvének szerepébe került, és a szocialista pártelnök, a korábbi belügyminiszter Ivica Dacsics magának követelte a miniszterelnöki posztot. Így az elnökválasztás után a győztes Szerb Haladó Párt (SNS) felé fordult addigi koalíciós partnere, a Demokrata Párt helyett, és új koalíciót alkottak.
A kormánytöbbséget a Szerb Haladó Párt vezette pártkoalíció, az SPS-PUPS-JS koalíció, a Szerbia Egyesült Régiói (URS) vezette pártkoalíció, a választásokon a Választás A Jobb Élet Mellett koalíció keretén belül bejutott Szerbia Szociáldemokrata Pártja és a kisebbségi Szandzsáki Demokratikus Akciópárt (SDAS) képviselői alkották.
2012. július 27-én a 250 parlamenti képviselő közül 142 szavazott mellette, 72-en pedig ellene.

## Kormányösszetétel
2012. július 27-től:
| Név | Hivatal kezdete                   | Hivatal vége                      | Párt                                 | Megjegyzés                                                   |
| Miniszterelnök és Belügyminiszter                                                                                        | Miniszterelnök és Belügyminiszter | Miniszterelnök és Belügyminiszter | Miniszterelnök és Belügyminiszter    | Miniszterelnök és Belügyminiszter                            |
| --- | --------------------------------- | --------------------------------- | ------------------------------------ | ------------------------------------------------------------ |
| Ivica Dacsics | 2012. július 27.                  | 2014. április 27.                 | Szerbiai Szocialista Párt            | pártelnök                                                    |
| Védelmi, biztonsági, a korrupció és a bűnözés elleni küzdelemmel megbízott miniszterelnök-helyettes és Védelmi miniszter |                                   |                                   |                                      |                                                              |
| Alekszandar Vucsics | 2012. július 27.                  |                                   | Szerb Haladó Párt                    | pártelnök                                                    |
| Miniszterelnök-helyettes és Munkaügyi és szociálpolitikai miniszter                                                      |                                   |                                   |                                      |                                                              |
| Jovan Krkobabics | 2012. július 27.                  | 2014. április 27.                 | Szerbiai Egyesült Nyugdíjasok Pártja | pártelnök, pártja az SPS-PUPS-JS koalíció tagja              |
| Miniszterelnök-helyettes és EU-integrációért felelős tárca nélküli miniszter                                             |                                   |                                   |                                      |                                                              |
| Szuzana Grubjesics | 2012. július 27.                  | 2013. szeptember 2.               | Szerbia Egyesült Régiói              |                                                              |
| Miniszterelnök-helyettes és Kül- és belkereskedelmi, távközlési és információs társadalomért felelős miniszter           |                                   |                                   |                                      |                                                              |
| Raszim Ljajics | 2012. július 27.                  | 2014. április 27.                 | Szerbiai Szociáldemokrata Párt       | pártelnök                                                    |
| Gazdasági és pénzügyminiszter                                                                                            |                                   |                                   |                                      |                                                              |
| Mladjan Dinkics | 2012. július 27.                  | 2013. szeptember 2.               | Szerbia Egyesült Régiói              | a G17 Plusz párt elnöke                                      |
| Külügyminiszter |                                   |                                   |                                      |                                                              |
| Ivan Mrkics | 2012. július 27.                  | 2014. április 27.                 | független                            | a Szerb Haladó Párt jelöltje                                 |
| Energetikai, fejlesztési és környezetvédelmi miniszter                                                                   |                                   |                                   |                                      |                                                              |
| Zorana Mihajlovics | 2012. július 27.                  | 2014. április 27.                 | Szerb Haladó Párt                    |                                                              |
| Bányászati, természeti erőforrásokért felelős és területrendezési miniszter                                              |                                   |                                   |                                      |                                                              |
| Milan Bacsevics | 2012. július 27.                  | 2014. április 27.                 | Szerb Haladó Párt                    |                                                              |
| Mezőgazdasági miniszter                                                                                                  |                                   |                                   |                                      |                                                              |
| Goran Knezsevics | 2012. július 27.                  | 2013. szeptember 2.               | Szerb Haladó Párt                    |                                                              |
| Igazságügy-miniszter |                                   |                                   |                                      |                                                              |
| Nikola Szelakovics | 2012. július 27.                  | 2014. április 27.                 | Szerb Haladó Párt                    |                                                              |
| Művelődési és tájékoztatási miniszter                                                                                    |                                   |                                   |                                      |                                                              |
| Bratiszlav Petkovics | 2012. július 27.                  | 2013. szeptember 2.               | Szerb Haladó Párt                    |                                                              |
| Ifjúsági és sportért felelős miniszter                                                                                   |                                   |                                   |                                      |                                                              |
| Alisza Marics | 2012. július 27.                  | 2013. szeptember 2.               | független                            | a Szerb Haladó Párt jelöltje                                 |
| Építőipari és városiasodási miniszter                                                                                    |                                   |                                   |                                      |                                                              |
| Velimir Ilics | 2012. július 27.                  | 2014. április 27.                 | Új Szerbia                           | pártelnök, pártja a Szerb Haladó Párt vezette koalíció tagja |
| Egészségügyi miniszter                                                                                                   |                                   |                                   |                                      |                                                              |
| Szlavica Djukics-Dejanovics                                                                                              | 2012. július 27.                  | 2014. április 27.                 | Szerbiai Szocialista Párt            |                                                              |
| Közlekedési miniszter |                                   |                                   |                                      |                                                              |
| Milutin Mrkonjics | 2012. július 27.                  | 2013. szeptember 2.               | Szerbiai Szocialista Párt            |                                                              |
| Oktatási, tudományos és technológiai fejlesztési miniszter                                                               |                                   |                                   |                                      |                                                              |
| Zsarko Obradovics | 2012. július 27.                  | 2013. szeptember 2.               | Szerbiai Szocialista Párt            |                                                              |
| Regionális fejlesztési, államigazgatási és önkormányzati miniszter                                                       |                                   |                                   |                                      |                                                              |
| Verica Kalanovics | 2012. július 27.                  | 2013. szeptember 2.               | Szerbia Egyesült Régiói              | a G17 Plusz alelnöke                                         |
| Tárca nélküli miniszter és a Fenntartható Fejlődés Hivatala elnöke                                                       |                                   |                                   |                                      |                                                              |
| Szulejman Ugljanin | 2012. július 27.                  | 2014. április 27.                 | Szandzsáki Demokratikus Akciópárt    | pártelnök                                                    |

## Külső hivatkozások
- Megszavazták az új szerb kormányt[halott link] – Metropol, 2012. július 27.